# Marvila (Santarém)
Marvila ist ein Ort und eine ehemalige Gemeinde (Freguesia) im portugiesischen Kreis Santarém. Die Gemeinde hatte 9050 Einwohner (Stand 30. Juni 2011).
Am 29. September 2013 wurden die Gemeinden Santarém (Marvila), Santa Iria da Ribeira de Santarém, Santarém (São Salvador) und Santarém (São Nicolau) zur neuen Gemeinde União das Freguesias de Santarém (Marvila), Santa Iria da Ribeira de Santarém, Santarém (São Salvador) e Santarém (São Nicolau) zusammengeschlossen.